# Peschani (Korenovsk, Krasnodar)
Peschani (del ruso: Песчаный) es un posiólok del raión de Korenovsk del krai de Krasnodar, en Rusia. Está situado en la orilla izquierda del río Kirpili, 18 km al suroeste de Korenovsk y 43 km al nordeste de Krasnodar, la capital del krai. Tenía 161 habitantes en 2010.
Pertenece al municipio Novoberezanskoye.